# Martin-Gletscher
Der Martin-Gletscher ist ein 14 km langer und bis zu 5 km breiter Gletscher an der Fallières-Küste des Grahamlands auf der Antarktischen Halbinsel. Er fließt zunächst in westlicher, später nordwestlicher Richtung von der Südflanke des Mount Lupa zum südöstlichen Abschnitt der Rymill Bay, wo er in den Bertrand-Piedmont-Gletscher mündet.
Vermessungen des Gletschers nahmen Teilnehmer der British Graham Land Expedition (1934–1937) unter der Leitung des australischen Polarforschers John Rymill sowie in den Jahren 1948 und 1949 der Falkland Islands Dependencies Survey vor. Benannt ist er nach James Hamilton Martin (1899–1940), Erster Maat des Forschungsschiffs Penola bei Rymills Expedition und zuvor Mitglied der British Australian and New Zealand Antarctic Research Expedition (1929–1931) unter der Leitung von Douglas Mawson.